# Boehringer Ingelheim

## Boehringer Ingelheim
Boehringer Ingelheim – firma farmaceutyczna założona w 1885 roku przez Alberta Boehringera w miejscowości Ingelheim am Rhein w Niemczech. 
Obecnie Grupa Boehringer Ingelheim, której siedziba od chwili jej założenia, nadal znajduje się w Ingelheim, to jedna z 20 wiodących firm farmaceutycznych na świecie - działa na rynkach całego świata za pośrednictwem 140 podmiotów zależnych i zatrudnia ponad 46 tys. pracowników.
Firma – będąca nieprzerwanie własnością rodziny Boehringer – prowadzi prace badawczo-rozwojowe, a także zajmuje się produkcją oraz sprzedażą nowatorskich produktów o wysokiej wartości terapeutycznej, przeznaczonych do stosowania u ludzi i zwierząt. Najważniejsze obszary działalności badawczej firmy to: choroby układu oddechowego (POChP, astma), choroby układu krążenia (np. nadciśnienie tętnicze), HIV, choroba zakrzepowo-zatorowa i choroby naczyń mózgowych (np. udar mózgu). 
Boehringer Ingelheim jest pełnoprawnym członkiem Europejskiej Federacji Przemysłu i Stowarzyszeń Farmaceutycznych (EFPIA, z ang. European Federation of Pharmaceutical Industries and Associations). Logo firmy nawiązuje do sylwetki głównej części pałacu cesarskiego Karola Wielkiego, którego ruiny znajdują się w miejscowości Ingelheim.

## Obszary działalności
Obszary działalności firmy to opracowywanie, produkcja i sprzedaż leków oraz suplementów diety dla ludzi i zwierząt. W 2011 roku firma prowadziła prace badawczo-rozwojowe (R&D) w 7 ośrodkach oraz produkowała leki w 20 fabrykach w 13 krajach. Oddział Pharma Chemicals ponad 20 lat temu stał się pionierem komercyjnej produkcji monomerów i polimerów biodegradowalnych.
Najnowsze substancje zarejestrowane jako substancje medyczne w UE to linagliptyna (inhibitor dipeptydylo-peptydazy 4), dabigatran, telmisartan i tiotropium.

## Historia

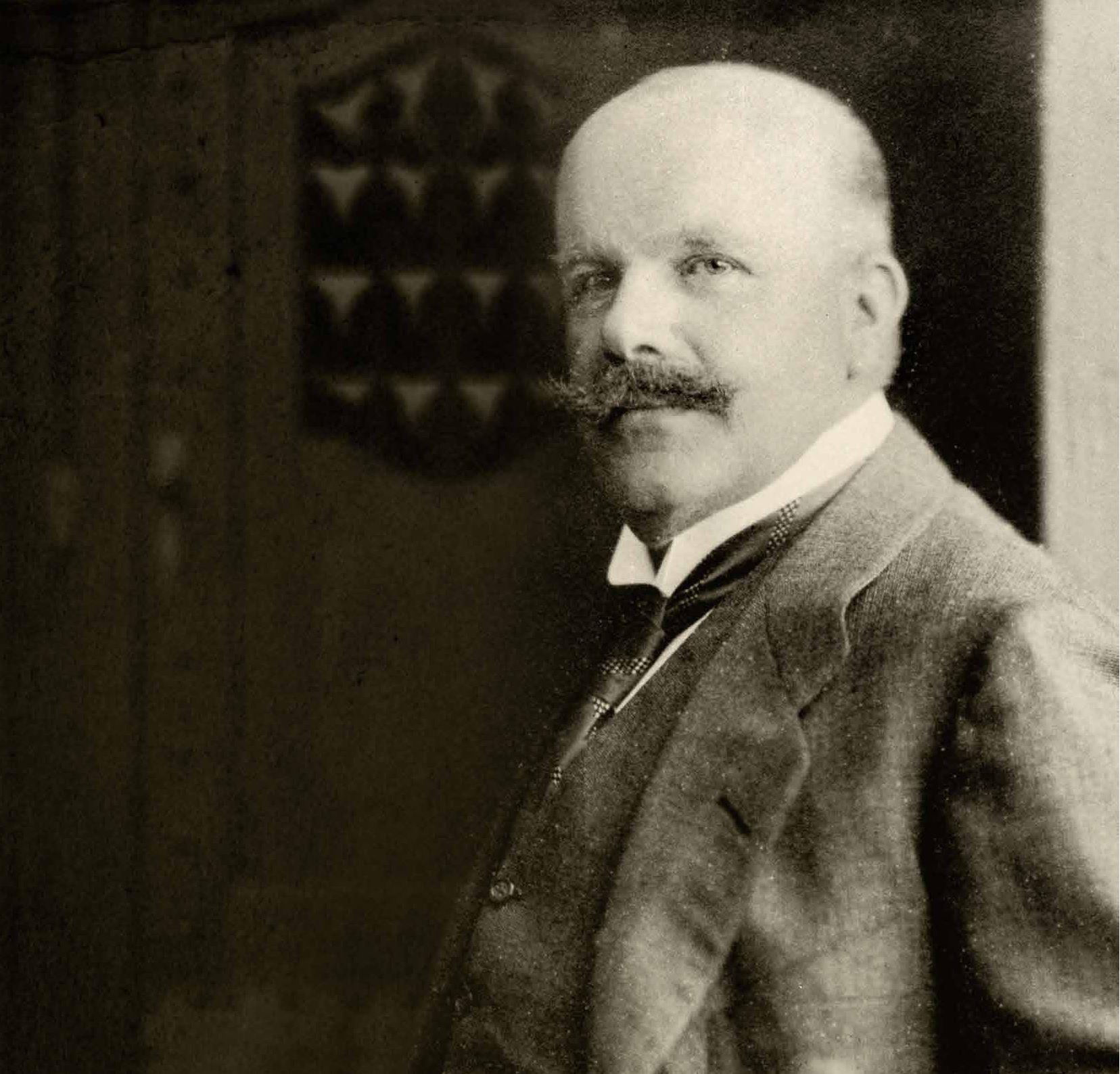
Albert Boehringer - założyciel firmy

- Albert Boehringer - założyciel firmy1885: Albert Boehringer kupił małą wytwórnię winnego kamienia w Ingelheim nad Renem. Firma rozpoczęła działalność 1 sierpnia.
- 1886: Fabryka rozpoczęła produkcję kwasu winowego na potrzeby przemysłu spożywczego (składnik proszku do pieczenia i napojów gazowanych).
- 1893: Albert Boehringer zmienia nazwę firmy na C.H. Boehringer & Sohn (CHBS), na cześć swego ojca, Christopha Heinricha Boehringera.
- 1893: W efekcie eksperymentów z produkcją kwasu cytrynowego uzyskano kwas mlekowy. Albert Boehringer rozwija proces z zamiarem wytwarzania kwasu mlekowego na większą skalę.
- 1895: Kwas mlekowy jest wytwarzany na skalę przemysłową. CHBS odnosi sukces handlowy i staje się pionierem w dziedzinie przemysłowych zastosowań procesów biotechnologicznych.
- 1917: Profesor Heinrich Wieland, chemik, przyszły laureat Nagrody Nobla i kuzyn Alberta Boehringera, rozpoczyna prace nad stworzeniem działu badawczego firmy.
- 1928: Albert Boehringer kupuje firmę Dr. Karl Thomae, spółkę z siedzibą w Winnenden w pobliżu Stuttgartu.
- 1955: Firma kupuje program weterynaryjny spółki Pfizer, w rezultacie czego powstaje dział leków weterynaryjnych.
- 1971: W Ridgefield, w stanie Connecticut (USA), powstaje zagraniczne przedsiębiorstwo zależne, Boehringer Ingelheim Pharmaceuticals, Inc., które szybko się rozwija i wkrótce zaczyna pełnić funkcję ośrodka badawczego firmy w Ameryce Północnej.
- 1985: W Wiedniu powstaje Institute for Molecular Pathology (IMP), który rozpoczyna swą działalność naukową w 1988 roku.
- 1986: Ośrodek biotechnologiczny w Biberach an der Riß rozpoczyna produkcję biofarmaceutyków z kultur komórkowych.
- 1998: W wyniku połączenia Boehringer Ingelheim KG i Dr. Karl Thomae GmbH powstaje Boehringer Ingelheim Pharma KG.
- 2010: Firma świętuje 125. rocznicę powstania.

W Polsce Przedstawicielstwo firmy Boehringer Ingelheim Pharma GmbH rozpoczęło pracę w Warszawie w 1970 roku. W 1993 r. utworzono firmę Boehringer Ingelheim Sp. z o.o. oraz hurtownię farmaceutyczną.

## Współpraca badawcza
Poza własnymi pracami badawczo-rozwojowymi firma Boehringer Ingelheim angażuje się również w projekty badawcze finansowane ze środków publicznych, prowadzone we współpracy z partnerami branżowymi i akademickimi, takie jak np. InnoMed PredTox – projekt w obszarze nieklinicznej oceny bezpieczeństwa. Firma rozszerza działalność we wspólnych projektach badawczych w ramach inicjatywy Innovative Medicines Initiative prowadzonej przez EFPIA i Komisję Europejską.

## Ośrodki operacyjne/rozwojowe
Największy ośrodek firmy i jej siedziba znajdują się w Ingelheim nad Renem, w pobliżu Moguncji i Frankfurtu (Niemcy). Główne regiony biznesowe to Europa, Ameryka Północna i Azja. Od 1993 roku Boehringer Ingelheim jest głównym sponsorem utworzonego w 1985 roku w Wiedniu (Austria) ośrodka Research Institute of Molecular Pathology.
W 2011 roku grupa Boehringer Ingelheim zatrudniała ponad 44 tys. pracowników na całym świecie.
W 2023 roku zatrudnienie wynosiło ok. 53 500 pracowników.

## Nagrody

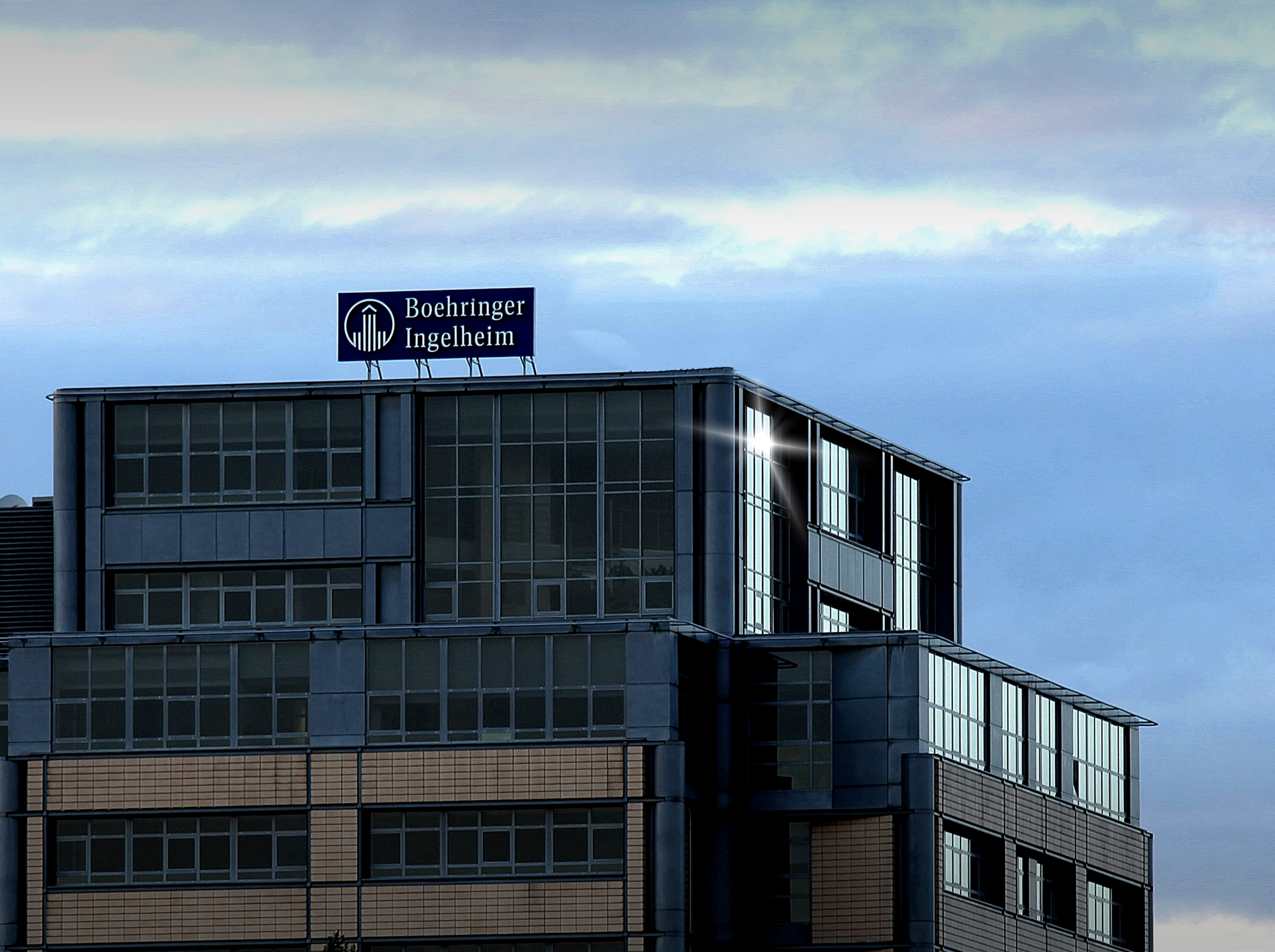
Siedziba Boehringer Ingelheim w Polsce

W 2007 otrzymała w Polsce Czerwoną Kokardkę.
W 2009 roku w Niemczech, Brazylii, Holandii, i Wielkiej Brytanii firma Boehringer Ingelheim została uznana za jednego z najlepszych pracodawców. W 2009 roku angielska gazeta „The Sunday Times” umieściła firmę na liście Best Places to Work. Czasopisma „Workforce Diversity Magazine” i „Careers & the disABLED Magazine” umieściły firmę Boehringer Ingelheim na liście A Top 50 Employer, Reader’s Choice: 2009.
W roku 2012 Instytut CRF, specjalizujący się w międzynarodowych badaniach polityki personalnej oraz warunków pracy wyróżnił Boehringer Ingelheim w Polsce tytułem Top Employers Polska. Tym samym firma Boehringer Ingelheim, jako jedyna firma farmaceutyczna znalazła się w wąskim gronie 32. organizacji, którym przyznano certyfikat Top Employers Polska 2012. W roku 2012 eteksylan dabigatranu uznany został za najbardziej innowacyjny produkt ostatniej dekady w Polsce w zakresie lecznictwa otwartego w pierwszej polskiej edycji konkursu Prix Galien.